# イェーツスティーブン
イェーツ スティーブン（YATES Steven、1983年7月26日 - ）は、かつてトップリーグのトヨタ自動車ヴェルブリッツに所属していたラグビー選手。旧表記スティーブン・イェーツ。

## プロフィール
- ニュージーランド出身[2]。
- ポジションはウィング(WTB)、フルバック(FB)。
- 身長 186cm、体重 97kg
- 7人制ニュージーランド代表に選ばれたことがある[3]。
- 日本国籍を取得している[4]。

## 略歴
クライストチャーチボーイズ高校を経て、2008年、トヨタ自動車ヴェルブリッツに加入。
2009年1月18日に行われたジャパンラグビートップリーグ第13節のサントリーサンゴリアス戦にて先発出場で日本での公式戦初出場を果たす。
2018年9月にはトップリーグリーグ戦100試合出場達成。
2019年6月、自宅でコカインを所持したとして、愛知県警に逮捕された。容疑を認めているとされる。

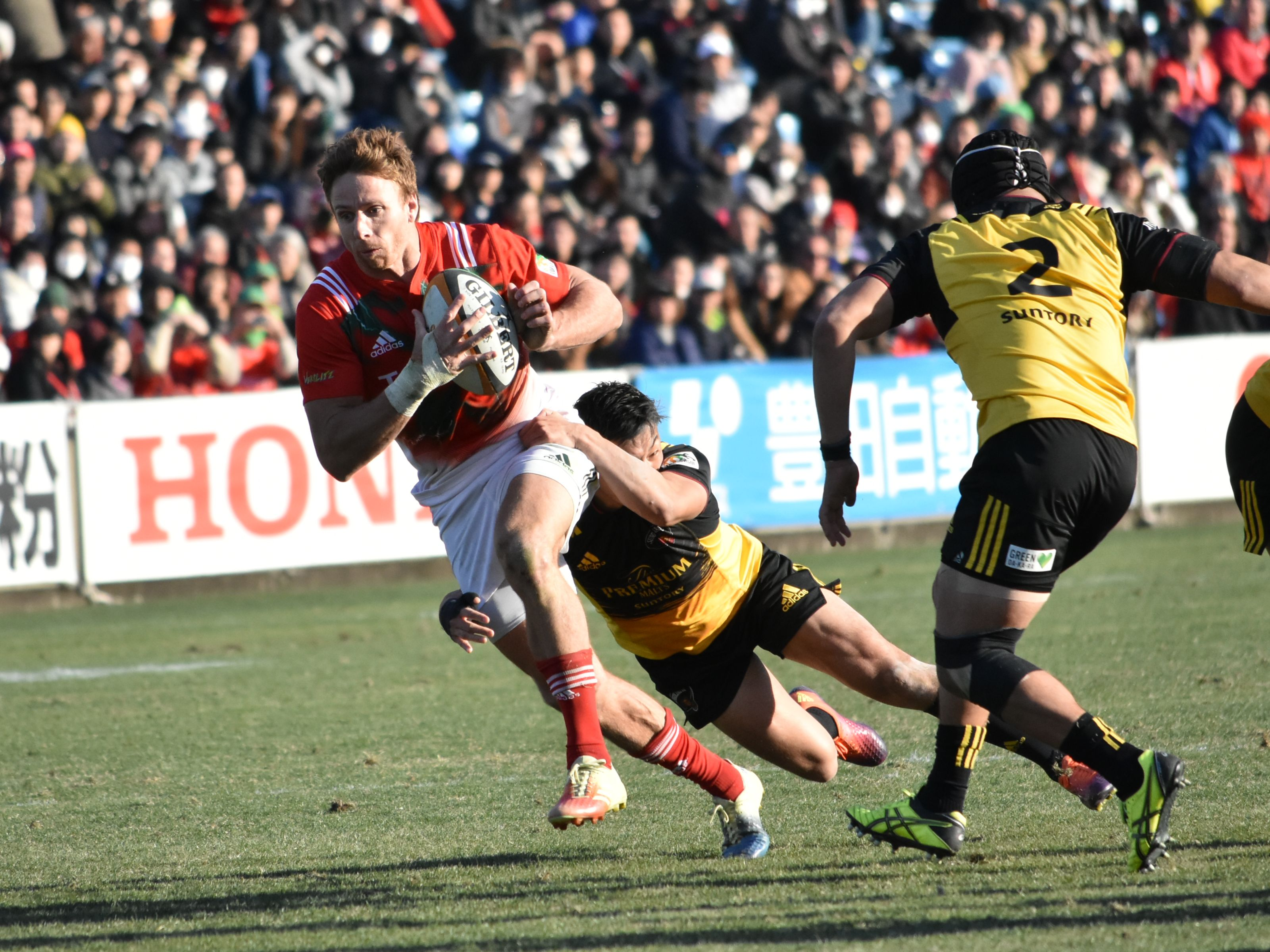
トップリーグカップ総合順位決定トーナメント（2019年1月19日撮影）
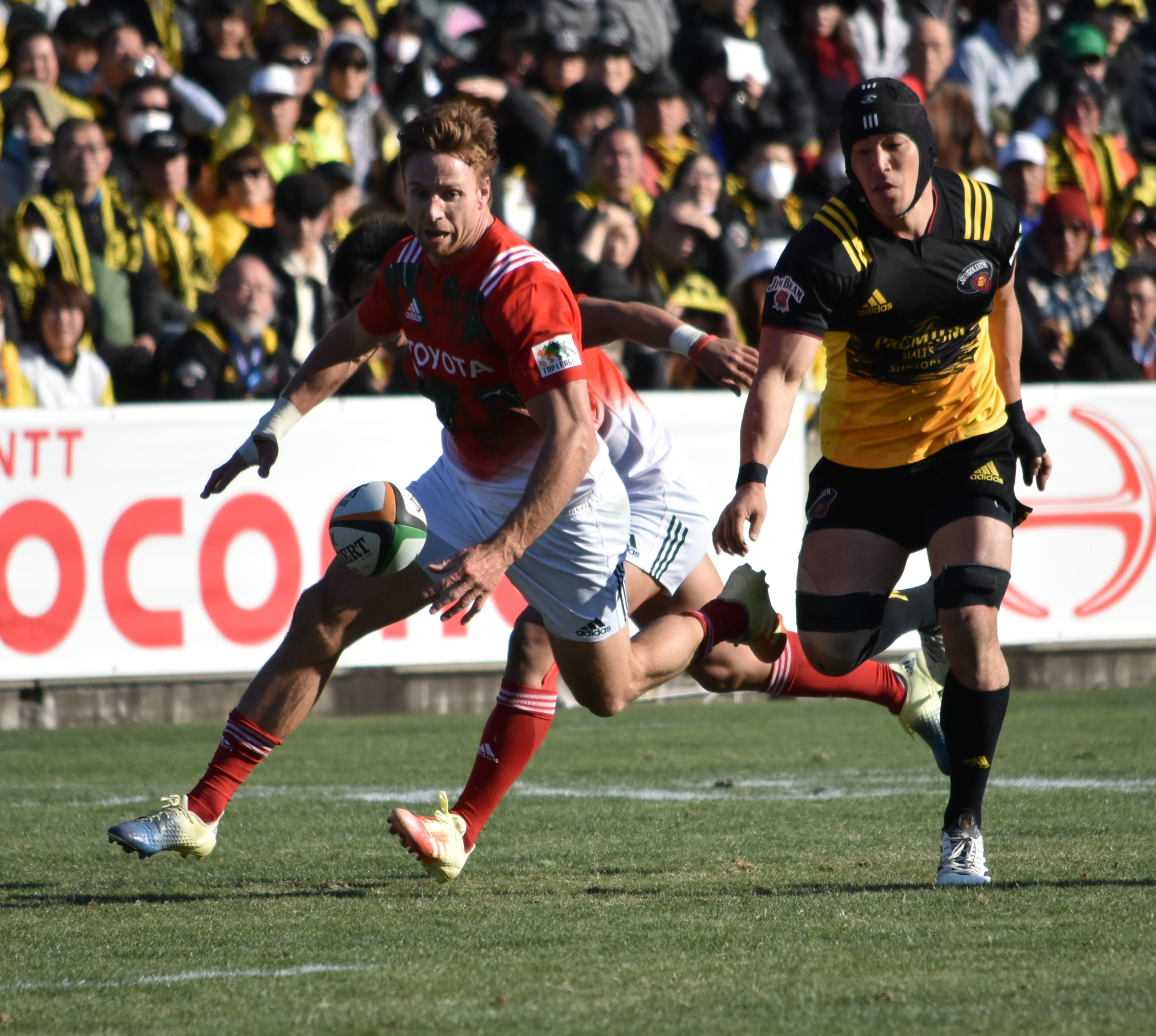
同左（2019年1月19日撮影）